# Глобальний Південь

Світова карта, що показує традиційне визначення поділу Північ-Південь

Світова карта, що представляє категорії індексів людського розвитку (на основі даних за 2017 рік, опублікованих у 2018 році).

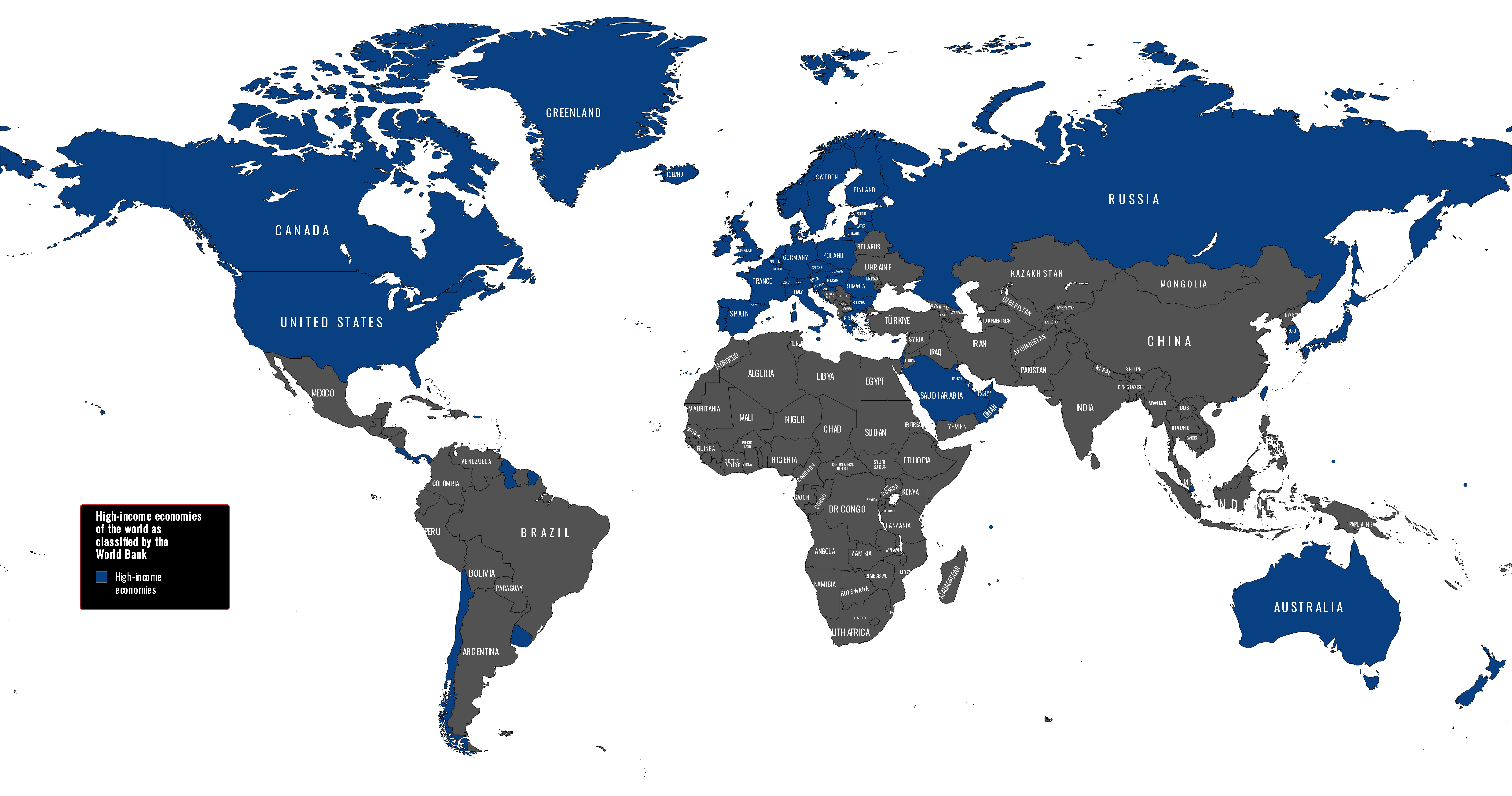
Карта, що показує країни світу з високим рівнем доходу за класифікацією Світового банку (2023).

Глобальний Південь — неологізм, який позначає країни, які Світовий банк вважає з низьким або середнім доходом в Азії, Африці, Латинській Америці та Карибському басейні.
Ці країни часто описуються як новопромислові або в процесі індустріалізації. Глобальний Південь зовсім не обов'язково відноситься до географічного півдня (багато країн Південного світу знаходяться на географічному півночі). «Третій світ» -термін, який почав розвиватися для опису цих країн, був неумісним у порівнянні з «Першим світом». «Країни, що розвиваються», «менш розвинені країни» і «менш розвинені регіони» також вважаються недоречними для посилання на «Глобальний Південь».

## Поява терміна
Перше використання терміна Global South в сучасному політичному сенсі відбулося в 1969 році. Карл Оглесбі, пише в ліберальному католицькому журналі Commonweal в спеціальному випуску про війну у В'єтнамі, що століття північного «панування над глобальним півднем … є сходилося … щоб зробити нестерпний соціальний порядок.» («dominance over the global south… have converged… to produce an intolerable social order.»)
Цей термін набув привабливості протягом другої половини 20-го століття. Він з'явився в менш ніж двох десятках публікацій в 2004 році, але в сотнях публікацій до 2013 року. Виникнення нового терміна означало розгляд неспокійних реалій його попередників, а саме: Третій світ або світ, що розвивається- новий термін менш ієрархічний.

## Дебати за термін
З його розвитком багато вчених віддали перевагу використанню Глобального Півдня над своїми попередниками (колишніми країнами, що розвиваються).
Лі Енн Дак, співредактор Global South, стверджувала, що цей термін краще підходить для протистояння «гегемоністським силам, які загрожують автономії та розвитку цих країн». Інші критики та вчені, такі як Альваро Мендес (співзасновник Лондонської школи економіки та глобальної південної групи політичних наук), аплодували розширенням повноважень цього терміна. У статті « Обговорення глобального півдня» Мендес обговорює країни, що розвиваються, а саме Китай, Індія та Бразилія. Передбачається, що до 2030 року 80 % населення середнього класу у світі буде жити в країнах, що розвиваються. Популярність терміна «позначає на зміщення від центральної спрямованості на розвиток і культурні відмінності» і визнає важливість геополітичних відносин.
Деякі вчені не згодні з цим терміном. Ці критики стверджують, що "величезний загальний термін " повинен бути усунений. Інші стверджували, що від використання терміна та його подальших наслідків виграють переважно ті, що належать вищим класам країн у межах Глобального Півдня; які виступають «на користь від політичної та економічної реальності [розширення] відносин південь-південь».
Географічні межі Глобального Півдня залишаються джерелом дискусій. Критики та вчені, як Андреа Холлінгтон, Олівер Таппе, Тійо Сальверда і Тобіас Шварц, погоджуються, що цей термін не є «статичною концепцією». Інші, як і Родольфо Магалланес, виступали проти «об'єднання великої кількості країн і регіонів в одну категорію [тому, що вона] має тенденцію приховувати конкретні (історичні) відносини між різними країнами та / або регіонами» і дисбаланси влади в цих відносинах. Він стверджує, що це «може затьмарювати відмінності у багатстві між країнами — і, отже, подібність між багатими на Глобальному Півдні і Глобальним Північчю, а також важка ситуація, з якою можуть зіткнутися бідні в усьому світі». Це говорить про те, що цей термін не слід розуміти географічно, «образ світу, розділений екватором, що відокремлює більш багаті країни від своїх бідних колег». Скоріше, географію слід краще розуміти як економічну та міграційну, світ розуміється через «більш широкий контекст глобалізації або глобального капіталізму». Починаючи розуміти глобальний Південь у цьому розумінні, видно, що «більшість людей у так званому глобальному півдні реально живуть у Північній півкулі».

## Використання визначення
Глобальний Південь «з'явився частково для того, щоб допомогти країнам південної півкулі працювати у співпраці з політичних, економічних, соціальних, екологічних, культурних та технічних питань». Це називається співробітництво Південно-Південний (SSC), "політичний та економічний термін, який відноситься до довгострокової мети — добуття світових економічних змін, які є корисними для країн глобального Півдня і призводять до більшої солідарності серед країн у невігідному становищі у світовій системі. Сподіваємося, що країни в рамках Глобального Півдня будуть «допомагати один одному в соціальному, політичному і економічному розвитку, радикально змінюючи світову систему, щоб відобразити їхні інтереси, а не тільки інтереси Глобального Півночі в цьому процесі».
Це керується принципами «поваги до національного суверенітету, національної власності, незалежності, рівності, невимовленості, невтручання у внутрішні справи та взаємні вигоди». Країни, що використовують цю модель співпраці Південь-Південь, розглядають її як «взаємовигідні відносини, які поширюють знання, навички, досвід і ресурси для вирішення своїх завдань розвитку, таких як ріст населення, бідність, голод, хвороби, погіршення довкілля, конфлікти та стихійні лиха.» Ці країни також працюють разом для вирішення "транскордонних питань, таких як охорона довкілля, ВІЛ / СНІД, рух капіталів і робочої сили.
По мірі того, як глобальні лідери Півдня стали більш наполегливими у світовій політиці, співпраця Південь-Південь збільшилася, щоб «кинути виклик політичному та економічному пануванню Півночі». SSC стала популярною політичною та економічною концепцією сьогодні через недавні «географічні зрушення у виробництві з Півночі до Глобального Півдня» і нещодавні «ключові дипломатичні досягнення» деяких держав, таких як Китай. Ці сучасні економічні тенденції «посилили історичний потенціал економічного зростання та індустріалізації в глобальному півдні», які відновлюють цільові зусилля SSC, що «звільняють структури, введені під час колоніальної ери і виходять за межі післявоєнної політичної та економічної географії». Використовується в кількох книгах і спеціальному випуску [./https://en.wikipedia.org/wiki/American_literature [Архівовано 4 травня 2019 у Wayback Machine.] American Literature], термін «глобальний південь», нещодавно став відомим для американської літератури.

## Політика
Країни Глобальниго Півдня почали керувати самостійно лише у другій половині ХХ століття. Більшість з них керувалася імперською європейською владою до того, як відбулася деколонізація. Політичні системи на Глобальному Півдні дуже різноманітні. Тим не менш, деякі спільні риси включають політику. Перш за все, багато держав зосередилися на створенні демократичного уряду за останні кілька десятиліть ; вони колись керувалися європейськими державами і не мали власного уряду. Еліти — найчастіше військові, керовані владою протягом перших десятиліть після деколонізації. Це змінилося в 1990-х роках, шляхом розширення прав громадян у державах, таких як Індія, Бразилія та Південна Африка.
Процес на шляху до демократичної держави часто був складним завданням. Одним з бар'єрів, з якими зіткнулися, були корупція та непотизм, вбудовані в ці політичні системи. Інший виклик демократизації включав низьку довіру та участь у демократії. Мешканці Глобального Півдня були відносно новими для демократичної системи і мали залучатися до участі. Це називається "ефективним громадянством ". Соціолог Патрік Хеллер визначає його як: « закриття [розриву] між формальними юридичними правами на цивільній і політичній арені, а фактична можливість реального здійснення цих прав — це те, що я маю на увазі під ефективним громадянством».

## Економіка
" Країни, що розвиваються " вільно посилаються на Глобальний Південь. Термін, хоч і застарів, але економічно докладний. Після незалежності та деколонізації ці держави потребували нової інфраструктури та економічного стимулювання. Багато спиралися на інвестиції з зарубіжних країн. Це фінансування було спрямоване на покращення інфраструктури та промисловості, але призвело до створення системи системної експлуатації. Вони продавали сировину, за угоду. Натомість західні країни використовували дешеву робочу силу на глобальному півдні для виробництва. Захід отримав значну користь від цієї системи, але залишив Глобальний Південь нерозвиненим.
Ця система експлуатації називається неоколоніалізмом. Неоколоніалізм — це система, в якій розвинені країни використовують менш розвинені країни. Це не обов'язково означає, що колишні колонії все ще контролюються їх колишнім колонізатором; це стосується колоніальної експлуатації. Було створено декілька установ, щоб покласти край цій системі експлуатації. Одним з таких інститутів є Новий Міжнародний Економічний Порядок (New International Economic Order). Вони мають політику «без будь-яких обмежень», яка сприяє збереженню або самодостатності країн, що розвиваються. Зокрема, вони виступають за суверенітет над природними ресурсами та індустріалізацію.
Глобальні проблеми, що найчастіше обговорюються країнами з боку Глобального Півдня, включають: глобалізацію, глобальне управління охороною здоров'я, охорону здоров'я та профілактику. Це протиставляється тим, що країни, що базуються на північноамериканських країнах, схильні звертатися до інновацій у науці та техніці. Згодом коаліції країн, що розвиваються, як лобі NIEO за паритет. Ці вимоги були відкинуті розвиненими країнами. Це відхилення призвело до продовження неоколоніалістичної системи. Підйом Китаю може означати зростання країн БРІК. Існує зростаюча співпраця між цими чотирма (іноді п'ять країн, коли Південна Африка включена) швидко зростає.